# Паула фон Прерадович
Паула фон Прерадович (нім. Paula Preradović; 12 жовтня 1887, Відень, Австро-Угорщина — 25 травня 1951, Відень, Австрія) — австрійська письменниця, поетеса, композиторка, авторка пісень. Авторка гімну Австрії.

## Біографія
Паула фон Прерадович народилася 12 жовтня 1887 року в місті Відень, Австро-Угорщина. Паула є внучкою Петара Прерадовича, хорватського поета сербського походження. 1889 року її сім'я переїхала до Пули, Істрія. Пізніше вона жила у Копенгагені, а потім знов у Відні.
Була одружена із журналістом Ернстом Молденом (нім. Ernst Molden), мала двох синів — письменник Отто Молден (нім. Otto Molden; 1918 —2002) та журналіст Фріц Молден (нім. Fritz Molden; 1924 — 2014).
1947 року Паула фон Прерадович написала слова до національного гімну Австрії «Краю наш, потоки й гори» (нім. Land der Berge, Land am Strome).
Померла 25 травня 1951 року у Відні. Похована на центральному кладовищі.

## Твори
Поезія
- «Südlicher Sommer», Verlag Kösel/Pustet, München 1929
- «Dalmatinische Sonette», Paul Zsolnay Verlag, Berlin/Wien/Leipzig 1933
- «Lob Gottes im Gebirge», Verlag Pustet, Salzburg/Leipzig 1936
- «Ritter, Tod und Teufel», Österreichische Verlagsanstalt, Innsbruck 1946

Проза
- «Pave und Pero», Kroatischer Roman, 1940
- «Wiener Chronik», 1945
- «Königslegende», 1950
- «Die Versuchung des Columba», 1951
- «Wiener Chronik», 1945 (щоденник, який було опубліковано тільки 1995 року)